# Jitsuroku Chūshingura
Jitsuroku Chūshingura (実録忠臣蔵, Chushingura : la vérité) est un film japonais muet en noir et blanc réalisé par Shōzō Makino avec accompagnement de benshi et sorti en 1928.
Basée sur le thème classique de chūshingura, c'est une épopée créée pour célébrer le 50e anniversaire de Makino. Lors du tournage de ce film, un incendie a éclaté, détruisant des parties du film original, mais il a depuis été restauré.